# أجنحة نايتينجيل
جناح نايتينجيل هو نوع من أجنحة المستشفيات، عبارة عن حجرة واحدة ضخمة الحجم لا تحتوي على أية تقسيمات فرعية مخصصة ليشغلها المريض. و قد يضم الجناح غرفًا جانبية للخدمات وغرفة أو غرفتين مخصصتين لكي يشغلها المرضى في حالة ضرورة عزل مريض أو توفير الخصوصية له. وتضم أجنحة نايتينجيل من حوالي أربعة وعشرين إلى ستة وثلاثين سريرًا، تكون في العادة مرتبة على طول جانبي الجناح. وفي بعض الأجنحة الحديثة، يتم فصل المرضى في حجرات، تحتوى كل واحدة منها عادةً من أربعة إلى ستة أسرّة، وتكون أكثر هدوءًا من أجنحة نايتينجيل، كما أنها توفر أيضًا قدرًا أكبر من الخصوصية. وتميل ملاحظة طاقم التمريض للمرضى إلى أن تكون أيسر في أجنحة نايتينجيل عنها في الحجرات. وهناك دراسة تقول إن نسبة 75% من المرضى يفضلون أن يتم تمريضهم في الحجرات بدلاً من أجنحة نايتينجيل.
وقد قامت المملكة البريطانية في عام 2001 بتخصيص مائة وعشرين مليون جنيه إسترليني من أجل القضاء على أجنحة المستشفيات المفتوحة، والمشتركة بين المرضى الرجال والنساء.
وقد سُميت أجنحة نايتينجيل بهذا الاسم نسبة إلى فلورنس نايتينجيل.